# Mařenice
Mařenice (deutsch Großmergthal) ist eine Gemeinde des Okres Česká Lípa in der Region Liberec im Norden der Tschechischen Republik.

## Geographie

### Geographische Lage
Mařenice liegt im Lausitzer Gebirge im Tal des Flüsschens Svitávka (Zwittebach), welches im Zittauer Gebirge entspringt. Der Ort hat mehrere Wanderwege nach Deutschland, z. B. im Ortsteil Myslivny (Jägerdörfel) und bei Dolní Světlá (Niederlichtenwalde). Die Übergänge sind nur für Fußgänger und Radfahrer zu passieren.

### Gemeindegliederung
Die Gemeinde Mařenice besteht aus den Ortsteilen Dolní Světlá (Nieder Lichtenwalde), Horní Světlá (Ober Lichtenwalde),  Mařenice (Großmergthal) und Mařeničky (Kleinmergthal), die zugleich auch Katastralbezirke bilden. Grundsiedlungseinheiten sind Dolní Světlá, Horní Světlá, Mařenice, Mařeničky und Myslivny (Jägerdörfel).

### Nachbarorte
| Dolní Podluží (Niedergrund) | Großschönau                                 | Jonsdorf                              |
| Svor (Röhrsdorf)            | Kompassrose, die auf Nachbargemeinden zeigt | Krompach (Krombach)                   |
| Cvikov (Zwickau in Böhmen)  | Kunratice u Cvikova (Kunnersdorf)           | Jablonné v Podještědí (Deutsch Gabel) |

## Geschichte
Der Ort wurde 1372 erstmals urkundlich erwähnt.
Die Pfarrkirche der Heiligen Maria Magdalena und das Pfarrhaus wurden zwischen 1714 und 1716 nach Plänen von Octavio Broggio errichtet. Die Kirche ist von einem Kreuzgang mit einer Kapelle umgeben. Darin befinden sich sehenswerte barocke Grabsteine.
An der Straßenbrücke über den Svitávka-Bach steht eine dreiteilige Statuengruppe, die den hl. Wenzel,
den gekreuzigten Jesus und den hl. Nepomuk darstellen.

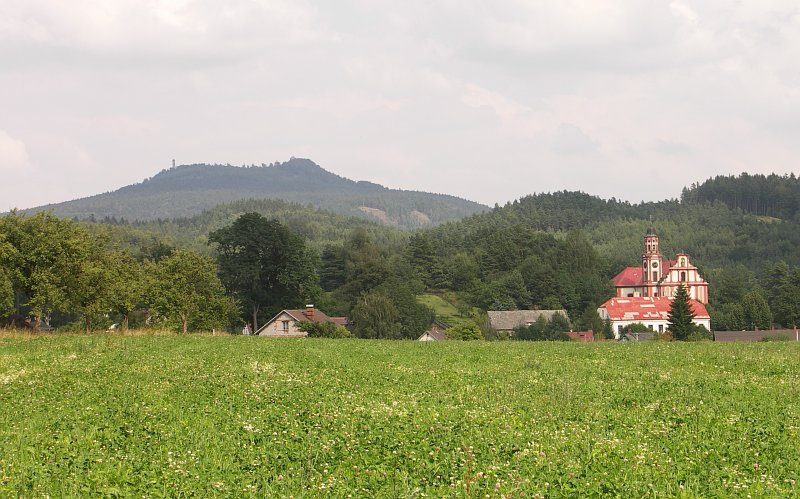
Mařenice mit Pfarrkirche, im Hintergrund der Hochwald
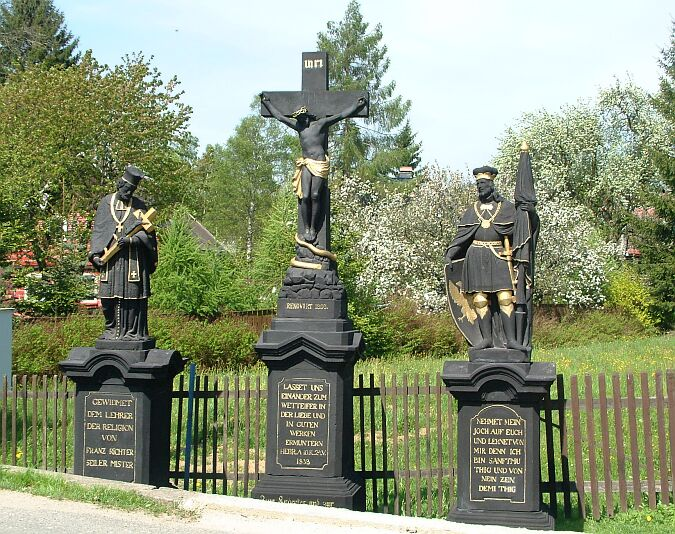
Statuengruppe

Im Ortsteil Mařeničky (Kleinmergthal) steht die größte Buche in Nordböhmen mit einer Höhe von 30 m und einem Stammumfang von 5,40 m.

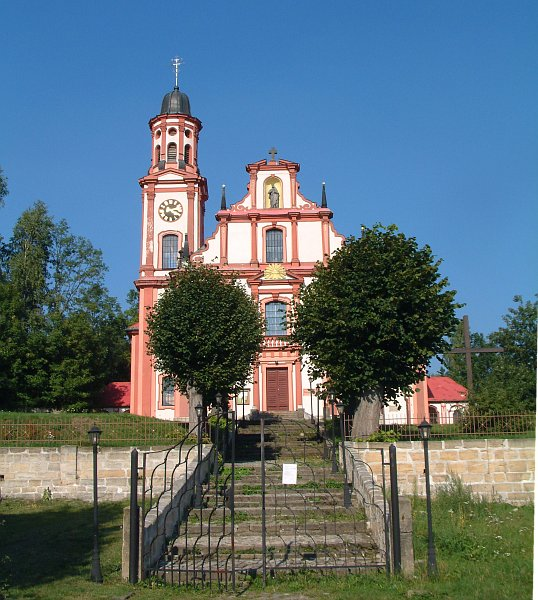
Pfarrkirche der Heiligen Maria Magdalena
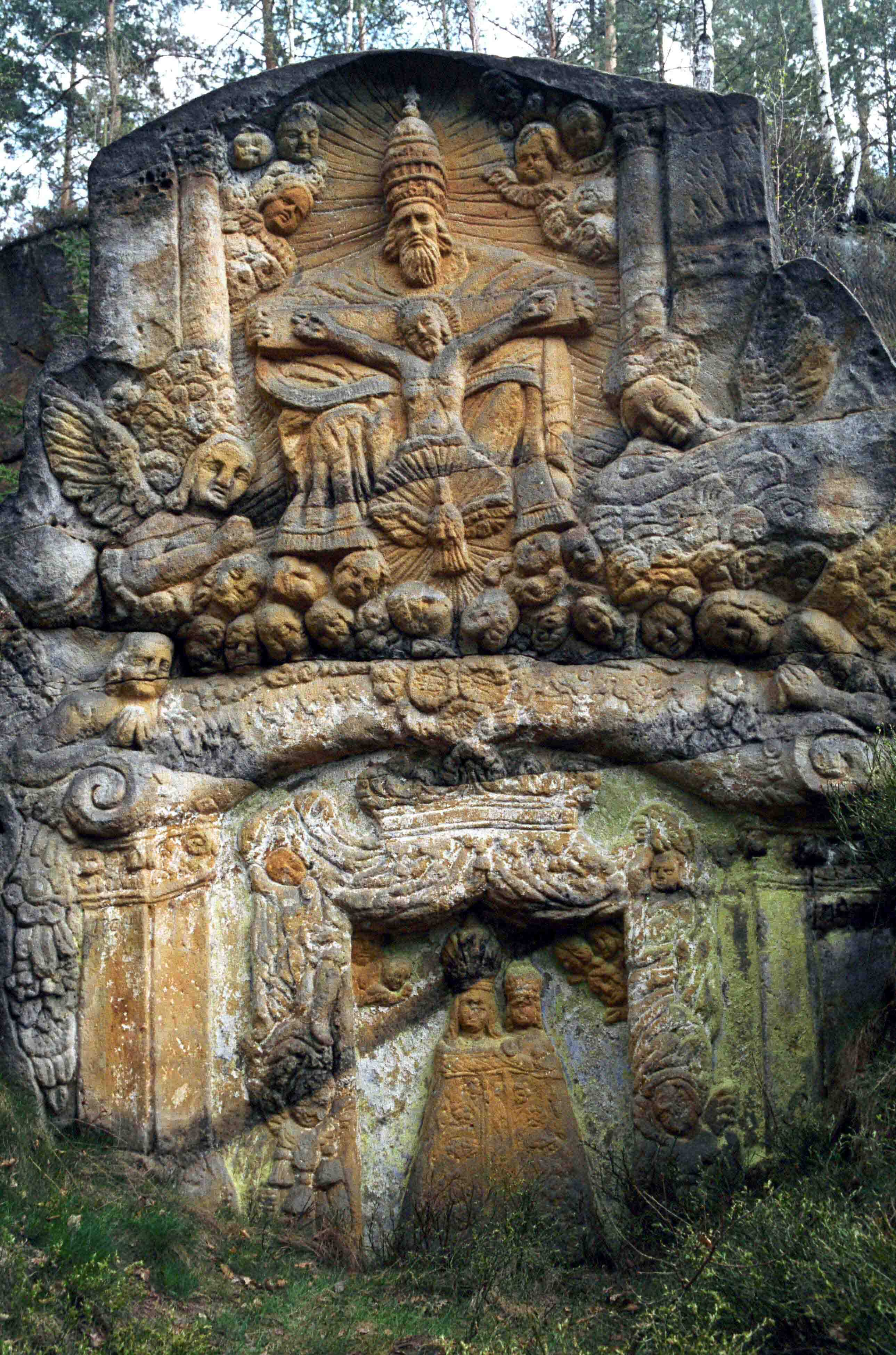
Mařeničky, Altar der Heiligen Dreifaltigkeit
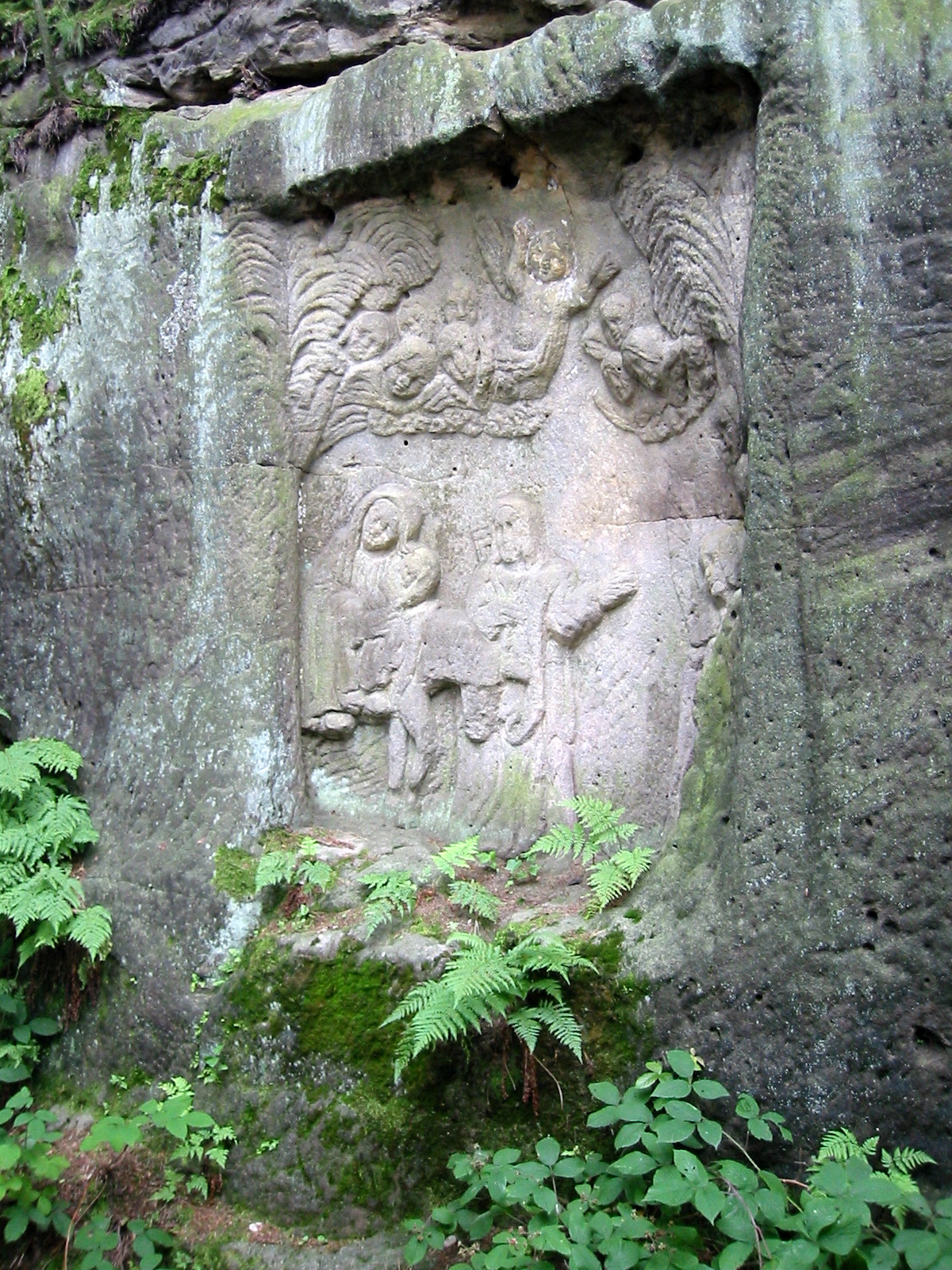
Mařeničky, Altar Auszug der Heiligen Familie aus Ägypten